# Smith & Wesson

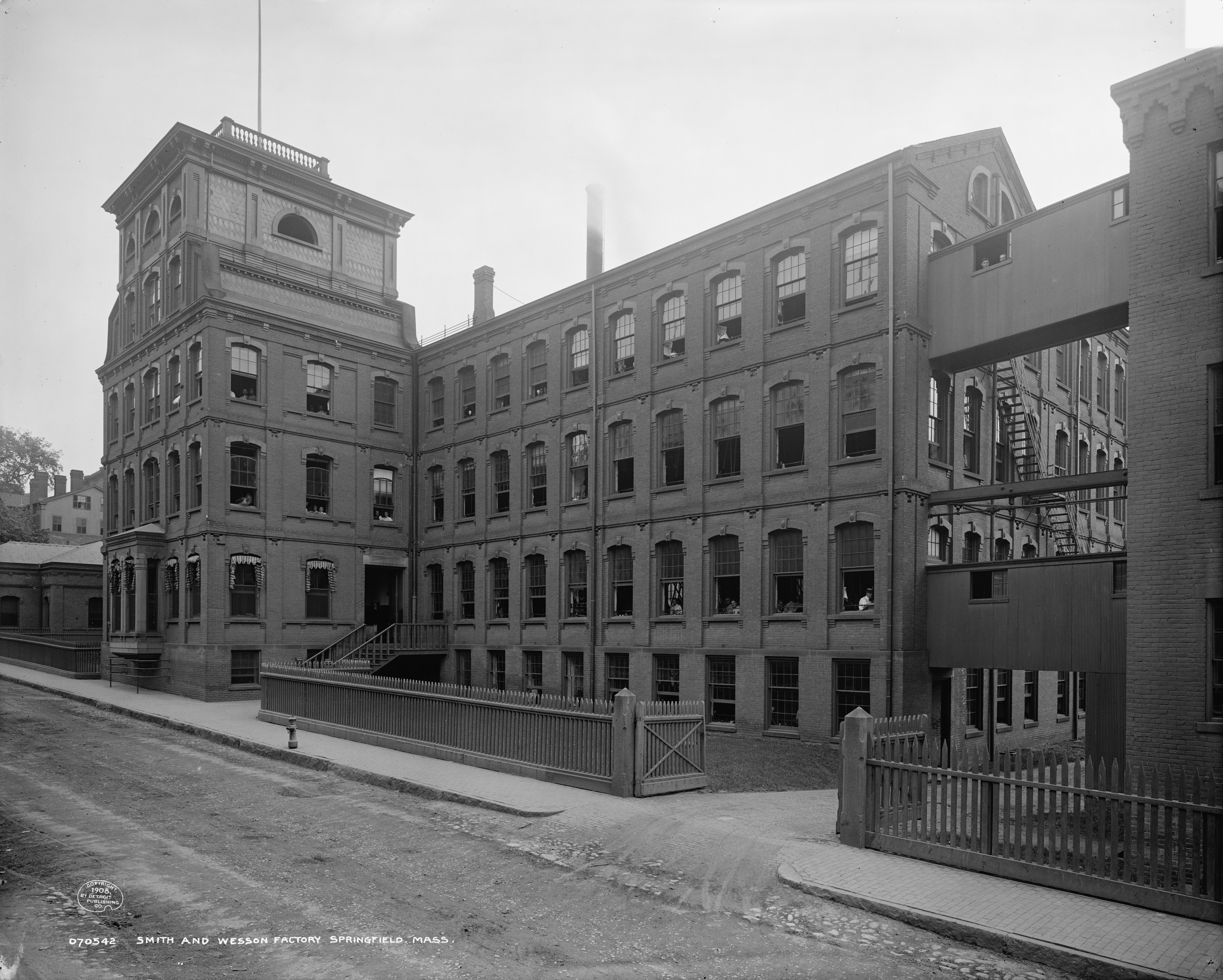
De Smith & Wesson-fabriek omstreeks 1908

 Smith & Wesson  is een Amerikaanse wapenfirma die werd opgericht in 1852. De firma is vooral bekend om zijn revolvers.

## Geschiedenis
In 1852 vestigden Daniel B Wesson en Horace Smith een wapenfabriekje in Norwich, Connecticut. Hun doel was lever-actionpistolen te gaan produceren met ingebouwde buismagazijnen. Doordat je met zo’n pistool relatief snel achter elkaar kon vuren kreeg het al snel de bijnaam Volcanic (vulkaan). Het ontwerp was erg in trek bij het publiek en ontving hetzelfde jaar nog een gouden medaille op de Baltimore Exposition.
In 1854 raakte de firma Smith & Wesson in de moeilijkheden. Het bedrijf werd gered door de industrieel Oliver Winchester. Hij liet het bedrijf verplaatsen naar New Haven, Connecticut waar hij meer fabrieken had staan. In 1855 verkochten Smith en Wesson hun aandelen in het bedrijf en de patentrechten op het Volcanic-pistool aan Winchester. Zij bleven het pistool produceren tot 1866. Datzelfde jaar nog veranderde Winchester de naam van zijn bedrijf in “Winchester Repeating Arms Company”. Daniel en Horace gingen terug naar Horace’ geboorteplaats Springfield, Massachusetts.
In 1856 richtten de twee vrienden een nieuw bedrijfje op in Market Street, waar ze een kleine door Wesson ontwikkelde zakrevolver in productie namen. Toen ze hiermee begonnen kwamen ze erachter dat op een van de onderdelen van de zakrevolver een patent was aangevraagd door ene Rollin White. Het onderdeel betrof een van achter te laden, geheel doorboorde cilinder. Om juridische problemen te voorkomen benaderden ze White, die ze voor 25 dollarcent per geproduceerde revolver het recht gaf de cilinder te gebruiken in hun wapen. De nieuwe revolver werd Model 1 genoemd en verschoot een .22-randvuurpatroon gebaseerd op de Flobert-patroon uit 1849. De “Model 1” werd zo’n succes dat het bedrijf in 1859 een nieuw pand moest openen in de Stockbridge Street om aan de vraag te kunnen voldoen.
In 1861 presenteerden Smith & Wesson hun nieuwe revolver die heel toepasselijk “Model 2” werd genoemd. Deze revolver werd geproduceerd in het kaliber .32 randvuur.
Later dat jaar begon de Amerikaanse Burgeroorlog die de vraag naar vuurwapens drastisch vergrootte. Smith & Wesson konden de vraag nauwelijks aan. Na de oorlog nam de vraag naar wapens dramatisch af en dus besloten Smith & Wesson hun bakens te verzetten. Zij namen Henry W. Hallot aan als verkoper. Hij moest afzetmarkten gaan opzetten in Europa. Gewapend met een hele collectie revolvers en pistolen ging Henry naar Europa en richtte verkoopkantoren op in Engeland, Duitsland en Frankrijk. Op een internationale beurs in Parijs trokken de revolvers van Smith & Wesson de aandacht van de Russische Groothertog Alexis, die zo onder de indruk was van de revolvers dat hij er een flink aantal van kocht.
In 1869 kwam Smith & Wesson met een nieuwe revolver, “Model 3”. Uitgevoerd in het kaliber .44 randvuur. Deze was mogelijk gemaakt door de inkomsten uit de export naar Europa. De Russische generaal Gorloff, die destijds werkzaam was op de Russische ambassade in Washington, kocht zo’n “Model 3” en stuurde het ter beoordeling op naar Rusland. De Russische legerleiding was zo tevreden over de revolver dat ze een order plaatsten voor 20.000 stuks.

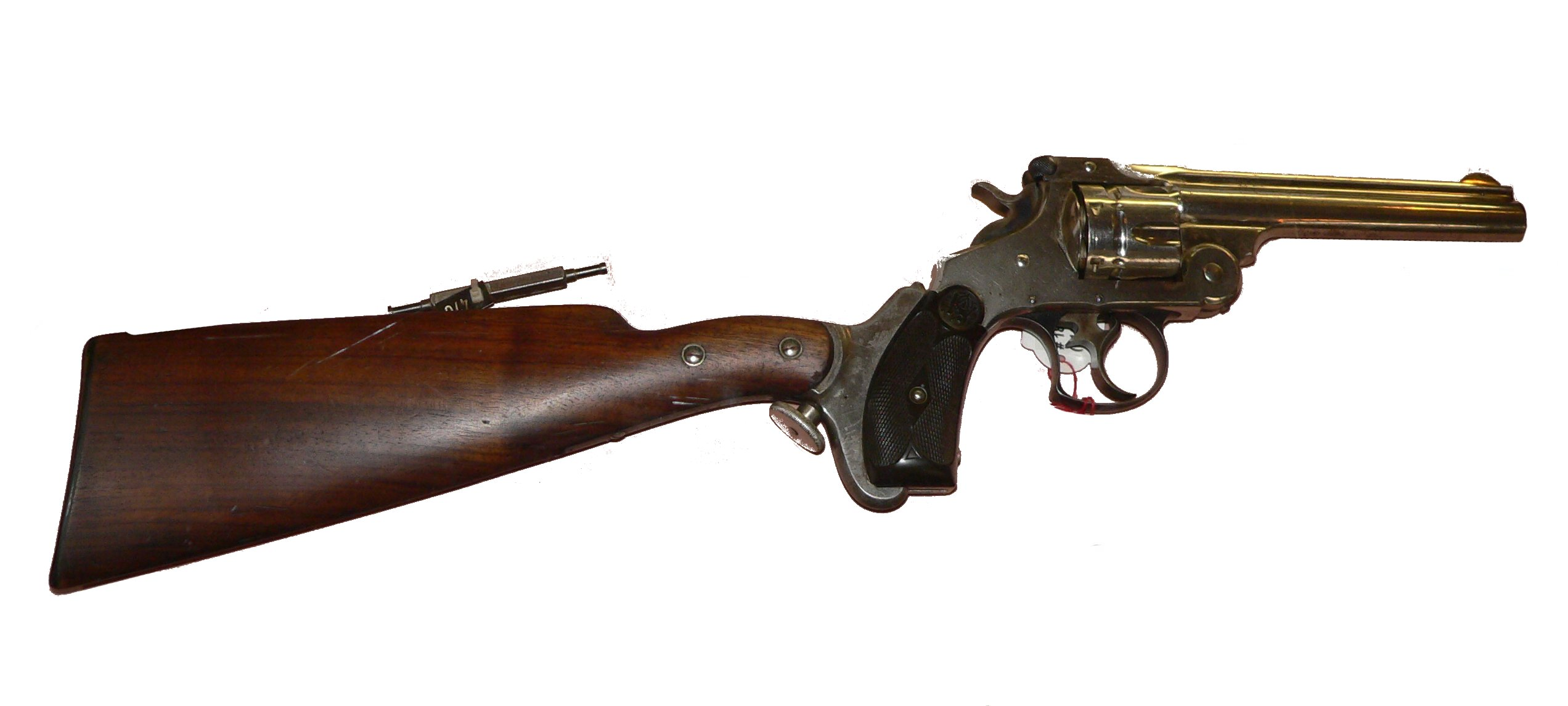
Cal. .44, tussen 1881-1923
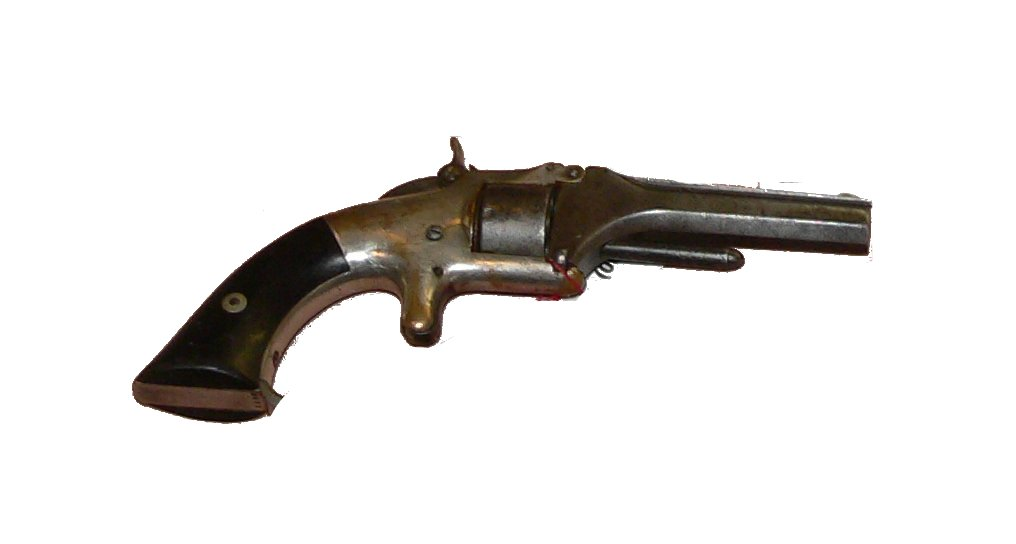
Model 1, cal. .22
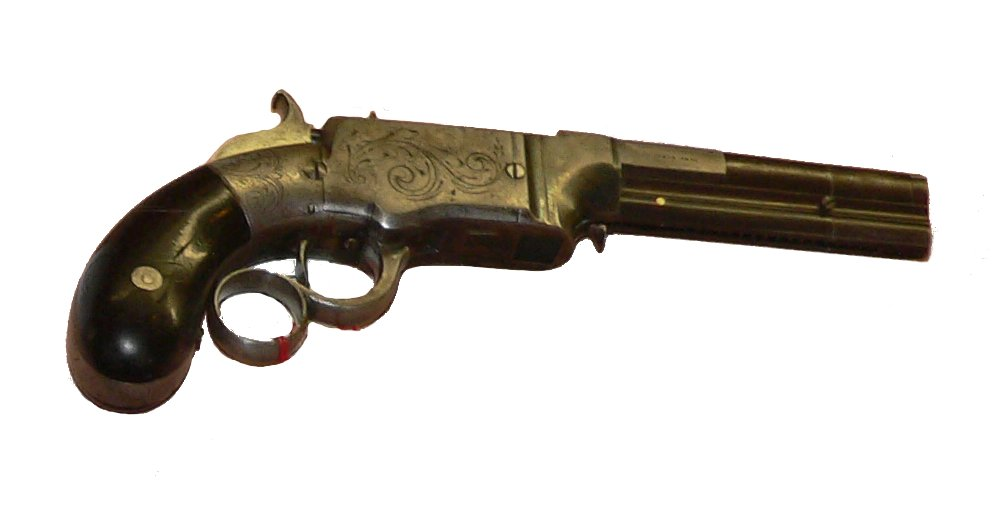
Smith & Wesson Volcanic, cal. .31, tussen 1854-1855
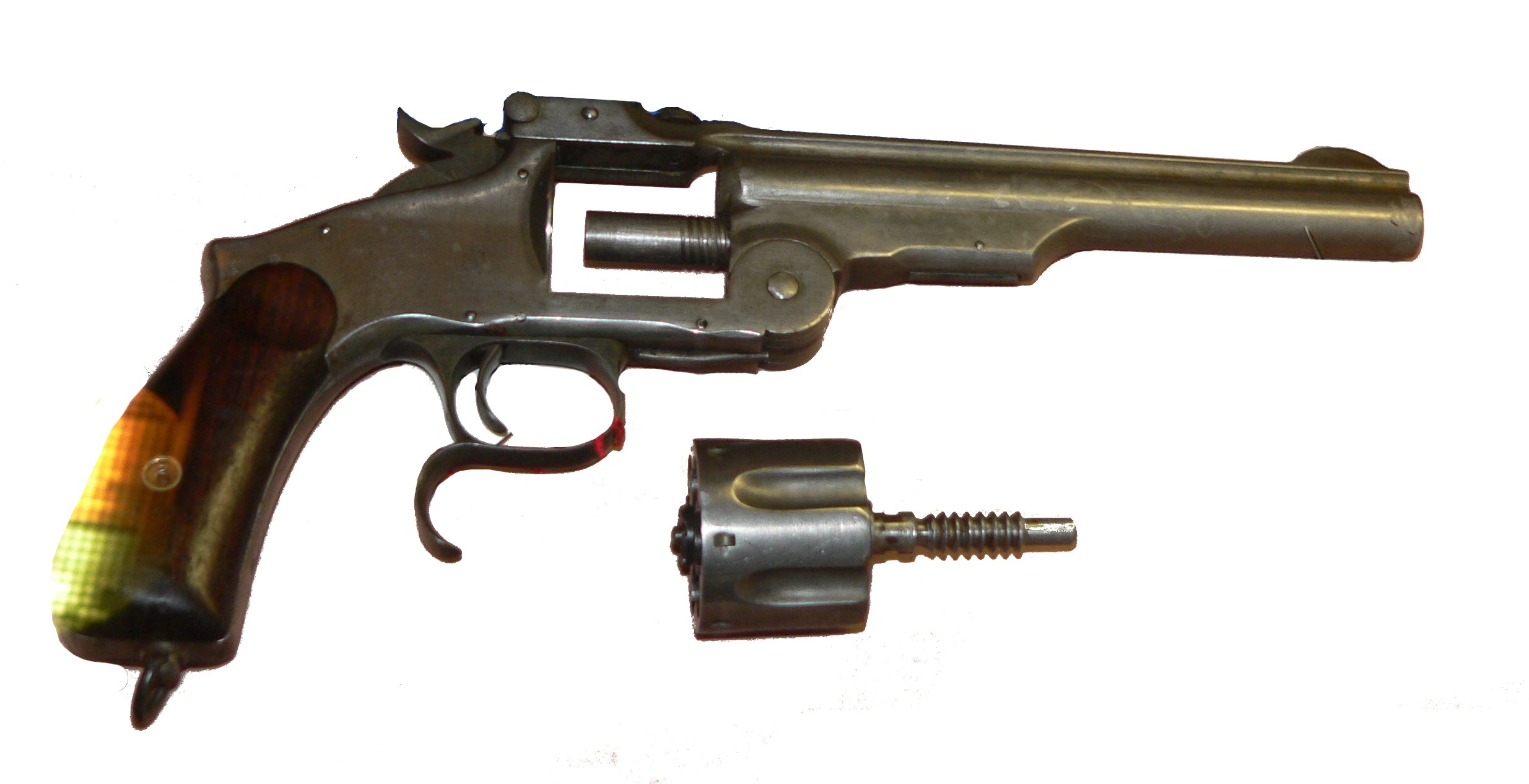
Model 3, Cal. .44, tussen 1874 en 1878
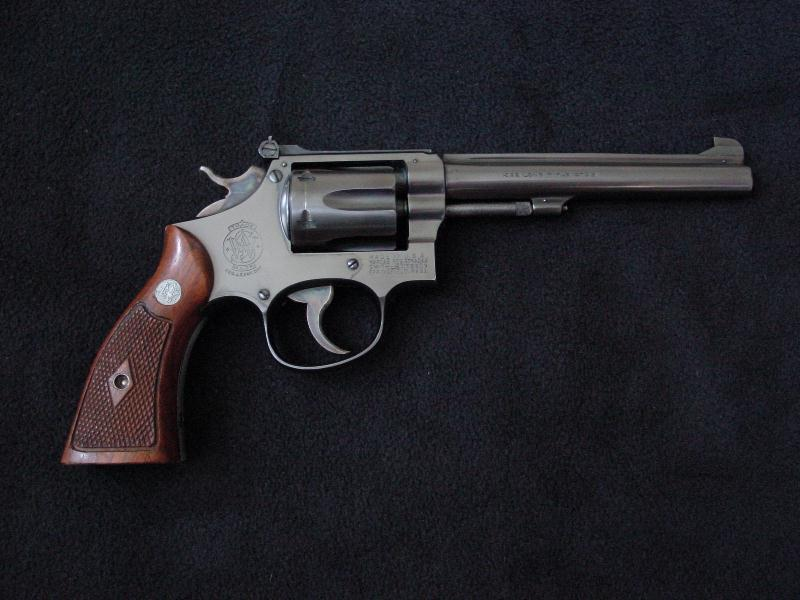
S & W K .22.

In 1870 kreeg Smith & Wesson een forse tegenslag te verduren. Normaal gesproken gold een patentrecht voor vijftien jaar. Daarna kon de industrie vrijelijk over zo’n ontwerp beschikken. Men vond in die tijd dat een bedrijf gedurende 15 jaar voldoende gelegenheid had de ontwikkelingskosten terug te verdienen. Bovendien vond men dat een langere patentbescherming schadelijk zou zijn voor de ontwikkeling van de gehele bedrijfstak. In 1869 besloot het Amerikaans Congres de wettelijke regeling voor de patentperiode te verlengen. In 1870 werd deze verlenging voor Rolin White's patent echter geweigerd door de Amerikaanse president Ulysses S. Grant. Over deze weigering bestaan verschillende theorieën. De eerste theorie is dat gedurende de burgeroorlog generaal Grant ontevreden was over de wijze waarop Smith & Wesson voldeed aan zijn leveringsplicht. Hij verdacht het bedrijf zelfs van sabotage. Een tweede theorie is dat de Amerikaanse staat een grote patentvergoeding moest gaan betalen aan Smith & Wesson. Het leger wilde namelijk een grote partij percussierevolvers ombouwen tot patroonrevolvers volgens het White-concept.
De Amerikaanse regering wilde in 1876 de voor patronen omgebouwde percussierevolvers vervangen. Smith & Wesson deed mee aan een wapentest. Het verhaal gaat dat het Amerikaanse congres zodanig was bewerkt door Colt's Manufacturing Company en Remington, dat men koos voor de Colt Single Action Army (Peacemaker). Ironisch genoeg kreeg Smith & Wesson hetzelfde jaar nog een gouden medaille op de International Centennial Exposition in Philadelphia voor het beste ontwerp voor een legerrevolver. Omdat aan het assortiment van Smith & Wesson een goede pocketrevolver ontbrak, besloot men in hetzelfde jaar een 5-schots .38 revolver op de markt te brengen. Vanwege de grote overeenkomst met zijn grote broer kreeg het de bijnaam “Baby Russian”.
In 1880 introduceerde het bedrijf een serie double-actionrevolvers in kaliber .32 Smith & Wesson. Daaronder waren de zogenaamde Lemmon Squeezers met een greepveiligheid in de rug van de greep. Vanwege de nieuwe snufjes in deze wapens werden ze ook wel de “New Departure” revolvermodellen genoemd. In 1899 volgde het beroemde model .38 Military & Police. Deze voorloper van het huidige “Model 10” verschoot ook een nieuw patroon, de .38 Smith & Wesson Special. In 1908 introduceerde Smith & Wesson zijn eerste revolver met het grote N-frame in een nieuw kaliber, de .44 Smith & Wesson Special. Kleinere versies waren verkrijgbaar in de kalibers .38 Special en .32 Smith & Wesson Long. De officiële benaming was Model Hand Ejector Triple Lock en ook wel New Century modellen.
Een ander type dat voortkwam uit de New Century serie was de kleine Model M LadySmith, een 7-schots Hand Ejector revolver.
Toen in 1914 de Eerste Wereldoorlog uitbrak kreeg het bedrijf een order voor 75.000 N-Frame-revolvers in het Britse kaliber .445 Mark II. Een andere beroemde Smith & Wesson-revolver uit die tijd was model 1917. Colt's Manufacturing Company maakte in die tijd een soortgelijke legerrevolver. Beide wapens verschoten munitie in het kaliber .45 ACP met speciaal ontworpen 3-patroons clips die ook wel "Halve Maansclips" werden genoemd.